# Área de Proteção Ambiental Costa das Algas
A Área de Proteção Ambiental (APA) Costa das Algas é uma Unidade de Conservação (UC) Federal inserida no sistema Costeiro-Marinho e bioma Mata Atlântica, pertence ao grupo de Unidades de Conservação de Uso Sustentável, ou seja, tem como objetivo básico compatibilizar a conservação da natureza com o uso sustentável de parcela dos seus recursos naturais.  

A APA Costa das Algas encontra-se localizada no litoral do estado do Espírito Santo, entre os municípios de Aracruz, Fundão e Serra, sendo que mais de 99% de seu território corresponde a área marinha, englobando também uma faixa terrestre destes municípios que resguardam pequenos trechos de Mata Atlântica(manguezal e restinga).

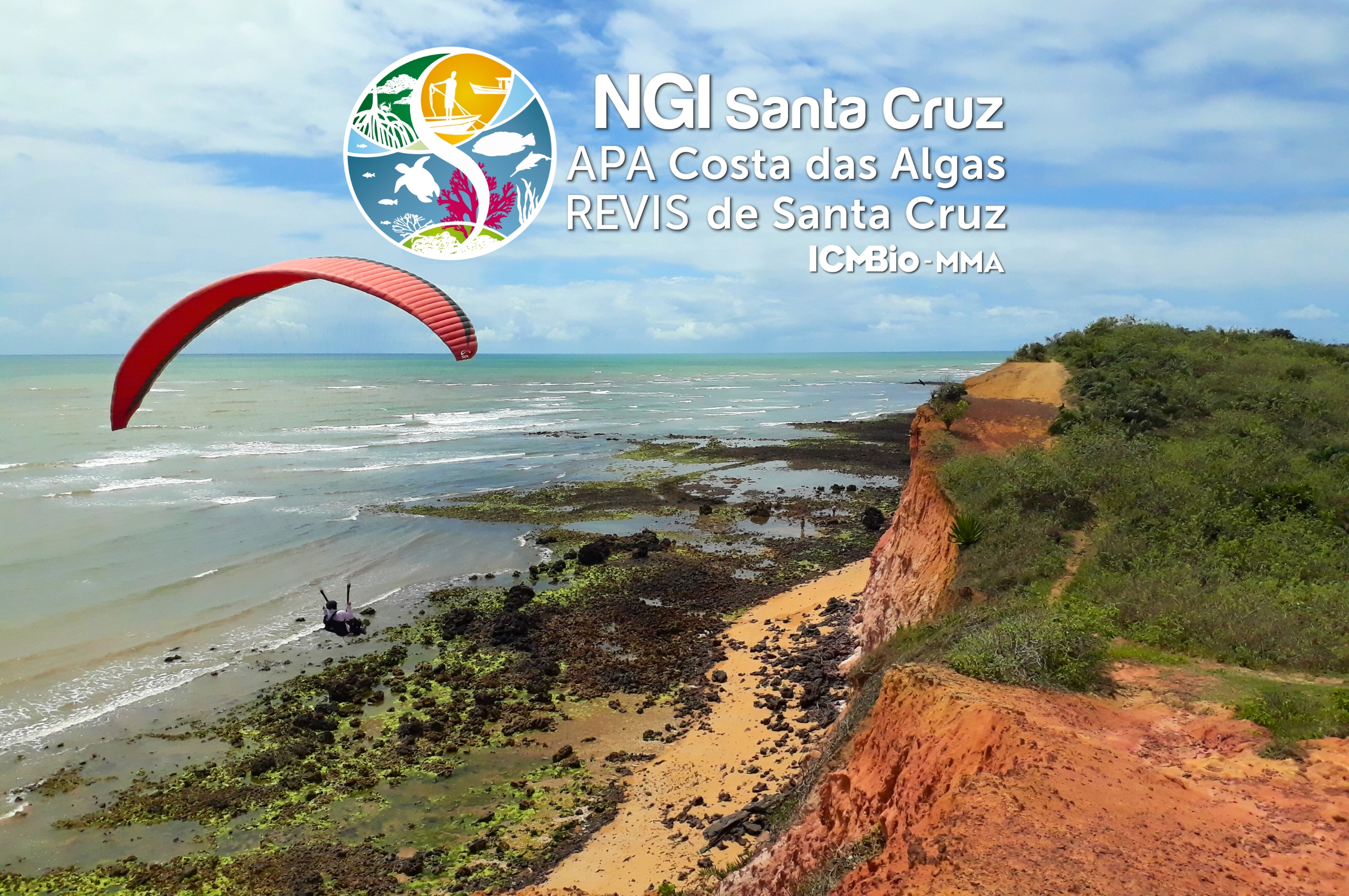
Voo livre sobre as falésias de Nova Almeida, Serra/ES

## Caracterização da área
A APA Costa das Algas possui 114.931 ha de área, e circunda o Refúgio de Vida Silvestre ( REVIS) de Santa Cruz, unidade de conservação federal de proteção integral. Ambas UCs foram criadas em 2010 com o objetivo de proteger os ambientes naturais da região, que apresentam elevada biodiversidade associada à ocorrência de bancos e pradarias de algas marinhas, sendo indicada pelo Ministério do Meio Ambiente (MMA) como área prioritária para conservação da biodiversidade.  
  A área marinha é composta pela plataforma continental entre as localidades de Costa Bela - Jacaraípe, no município de Serra, e Barra do Sahy, no município de Aracruz; desde a linha da costa até o talude, em profundidades de até 700m, distando o limite marinho da APA em relação à costa, cerca de 22 milhas náuticas (40,74km). A APA abrange, também, a faixa costeira terrestre desta região, com exceção dos trechos da orla marítima das localidades de Nova Almeida e Praia Grande, tendo como limite oeste a Rodovia Estadual ES-010 e vias confrontantes ao mar que separam áreas urbanizadas daquelas ocupadas por vegetação.
   É encontrada na área da APA Costa das Algas uma grande variedade de macroalgas marinhas, calcárias e não calcárias, incrustantes e articuladas, da linha de praia até profundidades próximas aos 100 metros, no caso das luminárias, proporcionando substrato, abrigo e alimentação para diversificada fauna bentônica, demersal e pelágica na região. Observa-se, ainda, uma variedade de fisionomias do relevo submarino, com a ocorrência predominante de sedimentos biodetríticos e biolitoclásticos e também de recifes lateríticos, bancos de rodolitos, paleocanais e sedimentos litoclásticos.
  Destacam-se ainda a presença de diversas praias, com significativa formação de recifes e costões rochosos de couraças lateríticas, manguezais sobre essas formações, falésias e desembocadura de pequenos rios, além de importantes sistemas pluviais e estuarinos associados aos rios Piraquê-Açu, Piraquê-Mirim, Reis Magos entre outros. Extensos manguezais são encontrados não somente nos estuários no entorno da APA. 
  A APA Costa das Algas e o REVIS de Santa Cruz possuem uma grande diversidade e riqueza de habitats, o que proporciona uma variedade de recursos pesqueiros, tais como as etnoespécies peroá, pargo, pescadinha, badejos, garoupas, camarões, baiacu, corvina, sargos, goete,olho-de-boi, anchova, linguado, bagres, roncador, cabrinha, maria-luiza, trilha, cherne, sarda, lagostas, caranguejos, lula, polvo, siri-lagosta, mariscos, arraias, dourado, cioba e cações, entre outros. Muitas dessas espécies residem na região e outras ocupam temporariamente o território em suas migrações.

## História
A primeira iniciativa de criação de uma unidade de conservação na região surgir em 1999, quando o movimento conservacionista local, liderado pelas instituições Associação de Amigos do Piraque-açu (AMIP), Estação Biologia Marinha Ruschi (EBMAR) e Instituto Orca, questionou a emissão de licenças ambientais para a realização de atividades de exploração de calcário biodetrítico marinho, apresentando ao IBAMA no ano de 2000 a proposta de criação de uma Área de Proteção Ambiental.
O primeiro projeto de uma Unidade de Conservação (UC) Marinha Federal na região ocorreu em 2003, sendo proposto primeiramente um Parque Nacional Marinho (PARNAM), elaborado por ambientalistas locais em resposta a um projeto de instalação de uma empresa de exploração de algas calcárias, que visava dragar o fundo marinho, numa região com altíssima diversidade de algas calcárias do país.  
  A proposta de Parque Nacional não progrediu na aceitabilidade dos moradores locais devido, principalmente, às características restritivas à atividade pesqueira. A partir de intensas entre o órgão ambiental proponente e consulta às comunidades de pescadores locais, chegou-se a um denominador comum, reformulando-se a proposta para duas categorias de UCs mais compatíveis com a realidade local: uma Área de Proteção Ambiental (APA) e um Refúgio de Vida Silvestre (REVIS).

## Decreto e Objetivos de criação:
A APA Costa das Algas foi criada por Decreto Presidencial sem número de 17 de junho de 2010 (Decreto de criação da APA Costa das Algas)  e tem por finalidade o alcance dos seguintes objetivos: 
I - proteger a diversidade biológica e os ambientes naturais, principalmente os fundos colonizados por algas, invertebrados e a fauna bentônica associada, às espécies residentes e migratórias que utilizam a área para alimentação, reprodução e abrigo, os manguezais e vegetação costeira e as formações sedimentares bioclásticas e litoclásticas, importantes para a estabilidade da orla marítima; 
II - garantir a conservação da biodiversidade, o uso sustentável dos recursos naturais e a valorização das atividades pesqueiras e extrativistas de subsistência e de pequena escala praticadas pelas comunidades costeiras da região através do ordenamento do uso dos recursos naturais pesqueiros e demais organismos marinhos;  
III - proteger e promover a recuperação das formações vegetacionais da área costeira e proteger e valorizar as paisagens naturais e belezas cênicas através do ordenamento do processo de ocupação e uso do solo da orla marítima.  

## Proteção Ambiental
A APA Costa das Algas e o REVIS de Santa Cruz compartilham o mesmo território e são geridos de forma integrada pelo Instituto Chico Mendes de Conservação da Biodiversidade (ICMBio). Para garantir a proteção ambiental e a gestão sustentável deste território, diversas iniciativas são adotadas. Entre as principais ações desenvolvidas, destacam-se: a fiscalização ambiental; a manifestação e o acompanhamento do licenciamento ambiental; o ordenamento e a autorização de pesquisas científicas; o monitoramento da visitação nas praias; a gestão socioambiental, que inclui ações educativas e de comunicação, reuniões regulares do Conselho Gestor e participação em outros fóruns locais e regionais de políticas públicas e o Programa de Voluntariado. 
Tais ações contribuem para a conservação da biodiversidade e o uso sustentável dos recursos naturais das unidades de conservação, envolvendo a comunidade e outras partes interessadas nas atividades de proteção ambiental e na formulação de soluções para a conservação e o manejo dessas áreas.

## Impactos Negativos
O território das Unidades de Conservação da Costa das Algas abrange praias de grande beleza cênica, porém a ação humana coloca em risco os atributos naturais dessas áreas protegidas. Dentre os principais problemas destacam-se:
✔     Abandono e descarte do lixo (resíduos sólidos) em locais inadequados;
✔     Desmatamento da vegetação costeira
✔     presença e introdução de espécies exóticas invasoras que causam a contaminação biológica podendo levar à extinção de espécies nativas;
✔     Turismo desordenado, com churrascos na praia e veículos estacionados sobre a vegetação;
✔     Exploração e coleta ilegal de areia, conchas, peixes e plantas ornamentais, rochas, fauna marinha, dentre outros, Urbanização desordenada sem os serviços de saneamento básico, provocando a contaminação dos corpos hídricos;
✔     Instalação de indústrias e outros empreendimentos no entorno que causam impactos ambientais e comprometem a paisagem e a qualidade ambiental.
Para minimizar estas ameaças é necessário que o uso das praias e do ambiente marinho se dê de forma organizada, com adoção de boas práticas de cuidado e respeito com a natureza. Para isso, é indispensável que visitantes, pescadores e comunidade local estejam atentos as normas do Plano de Manejo da APA e do REVIS.
É importante ressaltar a preocupação com a pesca de arrasto do camarão no REVIS de Santa Cruz, praticada proibida pelo Decreto de Criação e Plano de Manejo da Unidade. Já a pesca com redes de emalhe praticadas em desacordo com a legislação é uma preocupação comum à APA Costa das Algas e REVIS que podem enredar tartarugas marinhas, pequenos cetáceos, lagostas e organismos bentônicos. Parte das redes pode acabar presa ao ambiente, danificando o habitat dos organismos bentônicos e causando poluição por resíduos sintéticos. O cerco industrial também é uma modalidade de pesca proibida na APA Costa das Algas. 
O ambiente marinho da região também sofreu impacto significativo com o desastre da Samarco, em 2015, quando uma pluma de rejeitos da mineração foi lançada na rede hidrográfica da bacia do rio Doce a partir do rompimento das barragens de mineração de Fundão, em Mariana-MG, atingindo o mar e causando significativa contaminação da água, sedimentos e organismos diversos.

## Ligações Externas
Site oficial: https://www.gov.br/icmbio/pt-br/assuntos/biodiversidade/unidade-de-conservacao/unidades-de-biomas/marinho/lista-de-ucs/apa-costa-das-algas
Galeria de imagens: https://www.flickr.com/photos/199708600@N02/